# 912-es busz (Pécs)
A pécsi 912-es jelzésű autóbusz egy korábbi éjszakai autóbuszvonal, a járatok jelenleg a 48-as tér – Zsolnay V. út – Budai állomás – Fehérhegy – Hősök tere útvonalon közlekedtek, Fehérhegyig a 917-es és egész úton a 31A busszal azonos útvonalon.
A járat rezsimenetben visszatért (mecsekszabolcsi kitérővel) a Budai Állomásra, majd 901-es járatként közlekedett.
Ellenkező irányban 922-es jelzéssel közlekedett.

## Útvonala
A járatok útvonala:
| 48-as tér - Hősök tere:                                  |
| -------------------------------------------------------- |
| - 48-as tér - Zsolnay Vilmos út - Komlói út - Hősök tere |

## Hasznos linkek
- Megnézheti, hol tartanak a 912-es buszok